# ویلیمزبرگ (کانزاس)
ویلیمزبرگ (به انگلیسی: Williamsburg) شهری در ایالت کانزاس کشور ایالات متحده آمریکا است که جمعیت آن در سرشماری سال ۲۰۱۰ میلادی، ۳۹۷ نفر بوده‌است.